# Arachnothryx scabra
Arachnothryx scabra là một loài thực vật có hoa trong họ Thiến thảo. Loài này được (Hemsl.) Borhidi mô tả khoa học đầu tiên năm 2004.